# Adriatik
Adriatik är ett mansnamn av albanskan adriatik ’adriatisk.’
23 män har Adriatik som tilltalsnamn i Sverige (enligt en sökning år 2018).